# Georg Evenius

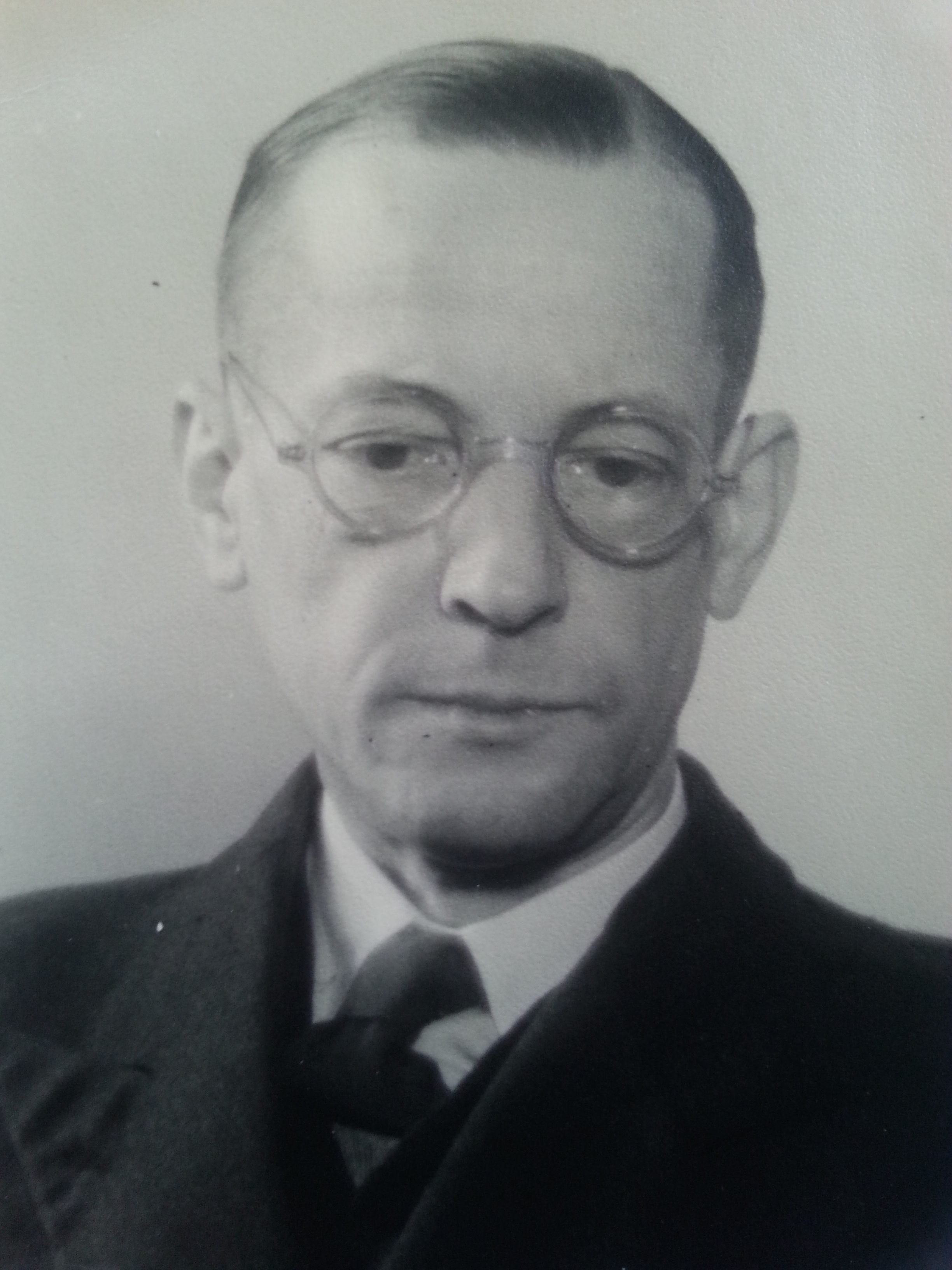
Georg Evenius

Georg Wilhelm Ernst Theodor Evenius (* 7. Juni 1898; † 10. Mai 1970) war ein deutscher Politiker. Er war von 1950 bis 1954 Abgeordneter der Volkskammer der DDR.

## Leben
Evenius, Sohn eines Handwerkers und mittleren Beamten, studierte nach dem Abitur Volkswirtschaft und Geschichte.
Während der Zeit des Nationalsozialismus leistete er illegale Widerstandsarbeit und hatte Verbindungen zur Deutschen Volksfront, einer von Otto Brass und Hermann Brill gebildeten sozialdemokratischen Widerstandsgruppe in Berlin.
Nach dem Zweiten Weltkrieg arbeitete er zunächst als Redakteur für das SPD-Zentralorgan „Das Volk“, dann als Wirtschaftsredakteur der Zeitschrift „Das Handwerk“. Evenius war von Oktober 1950 bis Oktober 1954 als Berliner Vertreter Abgeordneter der Volkskammer für die Sozialdemokratische Aktion.
1923 heiratete er Marie Franziska Emilie Erika Pest. Sie bekamen 1934 Tochter Doris.